# Lista de filmes portugueses de 1989
Lista de filmes portugueses de longa-metragem lançados comercialmente em Portugal em 1989, nas salas de cinema.
Notas: Na secção coprodução, passando o cursor sobre a bandeira aparecerá o nome do país correspondente.
| # | Filme                       | Realização                      | Género                      | Estreia       | Coprodução |
| - | --------------------------- | ------------------------------- | --------------------------- | ------------- | ---------- |
| 1 | Os Emissários de Khalom     | António de Macedo               | Drama, fantástico, mistério | 10 de março   | —          |
| 2 | Uma Pedra no Bolso          | Joaquim Pinto                   | Drama                       | 15 de junho   | —          |
| 3 | Recordações da Casa Amarela | João César Monteiro             | Drama, comédia              | 12 de outubro | —          |
| 4 | Relação Fiel e Verdadeira   | Margarida Gil                   | Drama                       | 22 de junho   | —          |
| 5 | Rosa de Areia               | António Reis Margarida Cordeiro | Drama                       | 10 de outubro | —          |